# Kündeling
| Tibetische Bezeichnung               |
| ------------------------------------ |
| Tibetische Schrift: ཀུན་བདེ་གླིང༌        |
| Wylie-Transliteration: kun bde gling |
| Andere Schreibweisen: Kündeling      |

Kündeling (tibet. kun bde gling; chinesisch 功德林, Pinyin Gōngdélín, englisch Kundeling Monastery) ist ein Kloster der Gelugpa-Schule (Gelbmützen) des tibetischen Buddhismus in Lhasa.
Es liegt im gleichnamigen Straßenviertel Gündêling des Stadtbezirks Chengguan, dem Innenstadtbereich von Lhasa im Autonomen Gebiet Tibet der Volksrepublik China.

## Geschichte und Bedeutung
Das Kloster ist die Heimstätte des Jedrung Rinpoche (tib. rJe drung rin po che), eines der vier großen Kuutuktus Qamdos in der Qing-Dynastie und ist einer der Vier Regentschaftstempel (gling-bzhi) Lhasas. Das Oberhaupt des Klosters ist als Kündeling Tatshag Jedrung Rinpoche (kun gling rta tshag rje drung rin po che bzw. kun gling rta tshag rje drung ho thog thu) bekannt, wovon es seit der Klostergründung dreizehn gab.
Das Kloster wurde 1794 von den Qing für ihren Protegé Yeshe Lobsang Tenpe Gönpo (1760–1810) anlässlich der Feier ihres Sieges über die Gurkha gegründet. Dieser hohe religiöse Würdenträger wurde 1789, nachdem er an den Mandschu-Hof nach Peking geholt wurde, vom Mandschu-Kaiser wegen der Gurkha-Krise zum "Dienstsiegel bewahrenden Lama" (chin. zhangyin lama 掌印喇嘛) ernannt, um dem 8. Dalai Lama (1758–1804) zu helfen. Er trug dazu bei, den chinesischen Einfluss auf Tibet zu verstärken. Darauf erhielt er den eines biliketu nuomen han (chin. 畢理克圖諾們汗, von mongol. biligtü nom-un qan), 1792 den Titel huitong chanshi (慧通禪師). Nach dem Tod des Dalai Lamas im Jahr 1804 wurde er Regent (chin. shezheng 摄政), ein Amt, das er bis 1810 bekleidete.

## Liste der Kündeling Tatshag Jedrung Rinpoches
|      | Name                                                                                       | Geburtsort                        | Lebensdaten                     | sonstiges |
| ---- | ------------------------------------------------------------------------------------------ | --------------------------------- | ------------------------------- | --- |
| 1.   | Baso Je Chokyi Gyaltsen (erster Rinpoche) Ba-so Chos-kyi rgyal-mtshan                      |                                   | 水马/水蛇 1402–1473             | 巴索曲吉坚参, Basuo Quji Jiancan                                                                                |
| 2.   | lHa-skyabs                                                                                 | Bomê 波密, Yigong 易贡            | 木马/木龙 1474–1505             | 翁布拉借, Wenbu Lacuo                                                                                           |
| 3.   | Gu-.na-shri alias Li-yul chos-rgyal                                                        | Liyu 黎鱼                         | 土蛇/火狗 1509–1526             | 布札昔热, Buzha Xire, auch 黎曲吉, Liquji                                                                       |
| 4.   | Ba-so lHa-dbang chos-kyi rgyal-mtshan                                                      | Lhorong, Qamdo 昌都洛隆           | 火鸡/木龙 1537–1604             | 拉汪曲吉坚参, Lawang Quji Jiancan                                                                               |
| 5.   | Ba-so Ngag-dbang chos-kyi dbang-phyug                                                      | Benzhuzong 奔珠宗                 | 火马/水龙 1606–1652             | 阿旺曲吉旺秀, Lawang Quji Wangxiu                                                                               |
| 6.   | rTa-tshag (I) Ngag-dbang dkon-mchog nyi-ma                                                 | Bale 巴勒                         | 水蛇/水羊 1653–1703             | 达察济咙呼图克图, Dacha Jilong hutuketu 阿旺工曲尼玛, Awang Gongqu Nima (heute Bomê 波密)                       |
| 7.   | rTa-tshag (II) Blo-bzang dpal-ldan (bstan-pa'i) rgyal–mtshan                               | Riboche/Riwoqê, Chamdo 昌都类乌齐 | 土鼠/土虎 1708–1758 (in Peking) | 罗桑班垫坚参, Luosang Bandian jiancan                                                                           |
| 8.   | rTa-tshag (III) Ba-so rje-drung qutuqtu Ye-shes blo-bzang bstan-pa'i mgon-po               | Bomê 波密                         | 金龙/金马 1760–1810             | 益西罗桑丹贝贡布, Yixi Luosang Danbei Gongbu, Gründer des Klosters Kündeling                                    |
| 9.   | rTa-tshag (IV) Ngag-dbang blo-bzang bstan-pa'i rgyal-mtshan                                | Riwoqê, Qamdo 昌都类乌齐          | 金羊/木虎 1811–1854             | 阿旺罗桑丹贝坚参, Awang Luosang Danbei Jiancan (durch Losziehung aus der Goldenen Urne bestimmt)                |
| 10.  | rTa-tshag (V) Ngag-dbang dpal-ldan chos-kyi rgyal-mtshan                                   | Shannan, Yacao 山南雅曹           | 木兔/火狗 1855–1886             | 阿旺班垫曲吉坚参, Awang Bandian Quji Jiancan                                                                    |
| 11.  | rTa-tshag (VI) Ngag-dbang thub-ldan skal-bzang sgron-me                                    | bei Lhasa 拉萨附近                | 土鼠/土马 1888–1918             | 格桑丹贝卓米, Luosang Danbei Zhuomi (durch Losziehung aus der Goldenen Urne bestimmt) 济咙•阿旺吐丹孜桑丹贝卓弥 |
| 12.  | Lobsang Thupten Jigme Gyaltsen rTa-tshag (VII) Blo-bzang thub-bstan 'jigs-med rgyal-mtshan | Sangrika 桑日卡                   | 木鼠/火猴 1924–1956             | 罗桑土邓晋美坚参, Luosang Tudeng Jinmei Jiancan (Sangri 桑日, heute Shannan 山南)                               |
| 13.a | Lobsang Yeshi Jampal Gyatso rTa-tshag (VIII) Blo-bzang ye-shes                             |                                   |                                 | |
| 13.b | Tenzin Chokyi Gyaltsen rTa-tshag (VIII) bsTan-'dzin chos-kyi rgyal-mtshan                  |                                   |                                 | |

### Zur Frage des 13. Kundeling Tatsak Rinpoche
Lobsang Yeshe Jampel Gyatsho (* 1959 in Kolkata) behauptet der rechtmäßige Kundeling Tatsak Rinpoche zu sein. Diese Behauptung ist jedoch umstritten. Er wird weder vom 14. Dalai Lama noch der tibetischen Exilregierung als Kundeling Tulku anerkannt. Der 8. und 10. Kundeling Tatsak Rinpoche war jeweils Regent von Tibet. Der 9. und 10. Kundeling Tatsak Rinpoche war Lehrer des 11. bzw. des 13. Dalai Lama. Bei solch hochrangigen Tulkus sind Spitzenbeamte der tibetischen Regierung oder der Dalai Lama für die Anerkennung verantwortlich, diese hat Lobsang Yeshe Jampel Gyatsho jedoch nie erhalten. Daher bezeichnet ihn die tibetische Exilregierung als "Nga-Lama", als ein sich selbst ernannter "Ich bin ein Lama".
Der 14. Dalai Lama, Tenzin Gyatso erkannte Tendzin Chökyi Gyeltsen (* 1983 in Lhasa) im Jahr 1993 als rechtmäßigen 13. Kundeling Tatsak Rinpoche an. Dieser vollendete mittlerweile sein Geshe Studium am Drepung-Gomang-Kloster in Mundgod, Indien sowie sein Tantra Studien am Gyudmey Kloster. Er steht mehr als 40 Klöstern in der Mongolei, Indien, China und Tibet vor.